# Bythinella compressa
Bythinella compressa е вид коремоного от семейство Hydrobiidae.

## Разпространение
Видът е разпространен в Германия.